# Théâtre National du Luxembourg

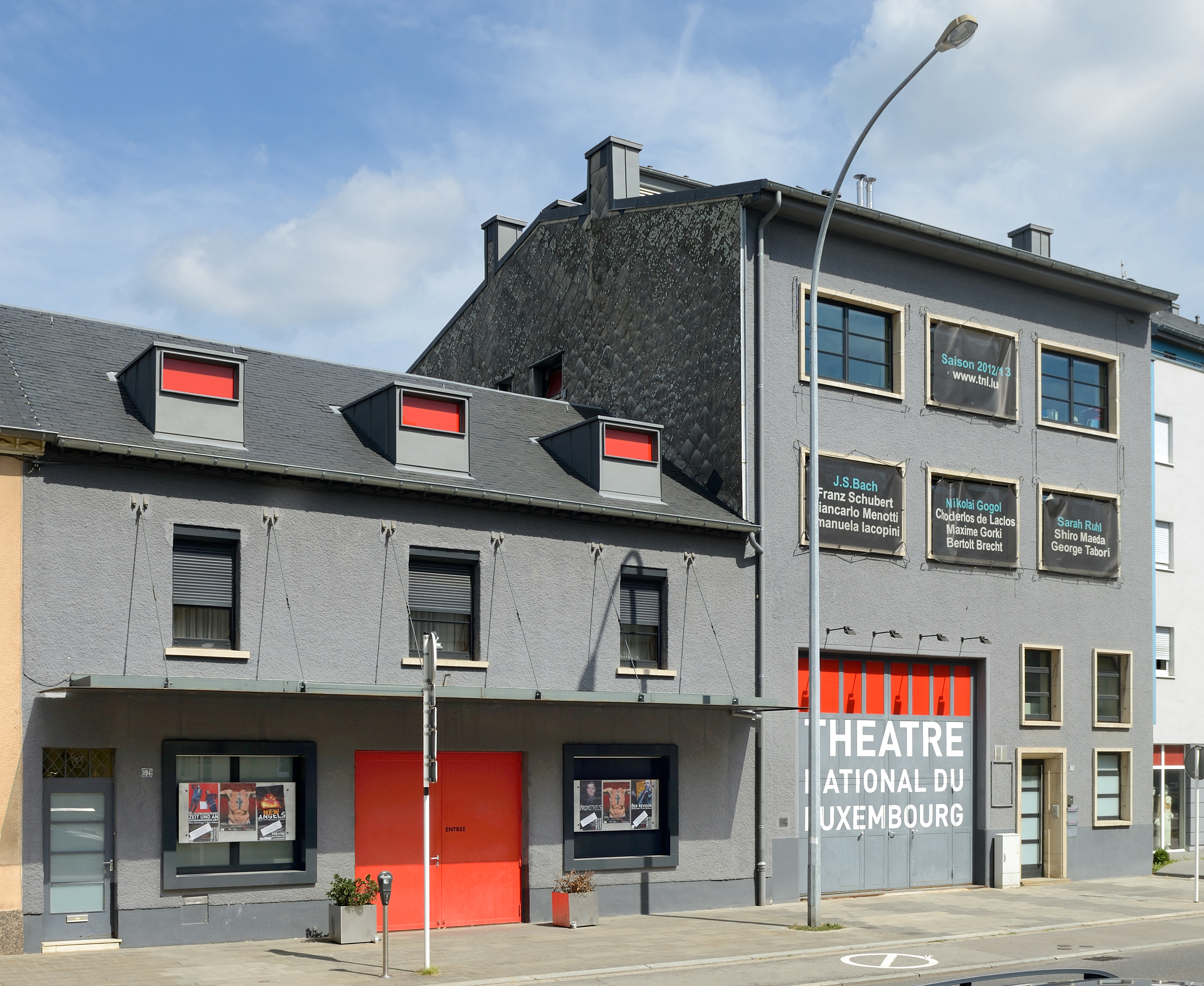
Théâtre National du Luxembourg

Das Théâtre National du Luxembourg ist ein Theater in Luxemburg-Merl.
Das Theater wurde 1996 erschaffen und am 1. Oktober 1997 eröffnet. Nach einigen Jahren an wechselnden Spielorten bzw. Tournee-Auftritten wurde man ab 2004 in einer ehemaligen Schmiede in der Route de Longwy heimisch. Im Theater mit etwa 120 Plätzen werden Musik- und Sprechtheater sowie Konzerte oder Performances abgehalten. Es werden Stücke in französischer, deutscher, luxemburgischer oder englischer Sprache aufgeführt. Die Leitung hat der Regisseur Frank Hoffmann inne.